# Azerbajdzsán a 2020. évi téli ifjúsági olimpiai játékokon
Azerbajdzsán a Lausanneban megrendezett 2020. évi téli ifjúsági olimpiai játékok egyik részt vevő nemzete volt.

## Műkorcsolya

### Lány
| Versenyző           | Versenyszám | Rövid program | Rövid program | Kűr    | Kűr   | Összesítés | Összesítés |
| Versenyző           | Versenyszám | Pont          | Hely.         | Pont   | Hely. | Pont       | Helyezés   |
| ------------------- | ----------- | ------------- | ------------- | ------ | ----- | ---------- | ---------- |
| Jekatyerina Rjabova | Lány egyéni | 59,30         | 9.            | 110,07 | 8.    | 169,37     | 8.         |